# Rossana Bossaglia
Rossana Bossaglia (Belluno, 14 giugno 1925 – Varzi, 8 luglio 2013) è stata una storica dell'arte e critica d'arte italiana.

## Biografia
Rossana Bossaglia si laureò in Storia dell'arte medioevale all'Università degli Studi di Pavia, sotto la guida del prof. Wart Arslan.
Fu docente ordinario di Storia dell'arte moderna all'Università degli Studi di Pavia dopo avere insegnato Storia della critica d'arte all'Università degli Studi di Genova. Il suo campo d'interesse, a partire dagli anni sessanta, fu il liberty italiano, specialmente il profilo architettonico, del quale curò diverse mostre: nel 1972 a La Permanente di Milano, nel 1977 alla Galleria d'arte moderna di Bologna, nel 1981 alla Villa Malpensata di Lugano. Organizzò anche alcune mostre monografiche, ad esempio quella su Fantoni a Bergamo nel 1978, quella del 1982 dedicata al bronzetto liberty a Padova e a Raimondo D'Aronco a Udine e quella del 1984 dedicata a Leonardo Bistolfi a Casale Monferrato.
Nel 1989, a seguito dell'improvviso crollo della Torre civica di Pavia, guidò la fazione che si oppose – con successo, nonostante le risorse a tal fine fossero già state identificate – alla ricostruzione del monumento, tacciando l'operazione di falso storico.
Nel 1990 inizia la collaborazione con Ilisso Edizioni e dal 1992 aveva curato la collana "Appunti d'Arte".
Morì l'8 luglio 2013 in provincia di Pavia: è sepolta a San Colombano al Lambro.

## Scritti

### Libri
- Saggio Con uno straccio ti dipingo un re in Emanuele Luzzati cantastorie a cura di Natasha Pulitzer, COEDIZIONI D'ARTE, Bassano del Grappa, 1994
- Mazzucotelli l'artista italiano del ferro battuto liberty, Rossana Bossaglia, Arno M.Hammacher, Il Polifilo, Milano, 1971
- Il Liberty in Italia, Milano, Il Saggiatore, 1968
- Giuseppe Palanti: saggio critico, La Rete, 1972
- Il Liberty: storia e fortuna del Liberty italiano, Firenze, Sansoni, 1974
- I Fantoni: quattro secoli di bottega di scultura in Europa, a cura di Rossana Bossaglia; saggi e schede di Marco Lorandi [et al.], Vicenza, Pozza, 1978
- Rossana Bossaglia, Mia Cinotti, Tesoro e museo del Duomo (2 vol.), Mondadori Electa, 1978
- Bistolfi, Editalia, 1981
- Rossana Bossaglia, Giorgio Di Genova, Armando Ginesi, Fabriano(c)arte 1985. La scultura in carta, Bora, 1985
- Rossana Bossaglia, Piergiovanni Castagnoli, Paolo Troubetzkoy scultore (Verbania, 1866-1938), Alberti, 1988
- Il giglio, l'iris, la rosa, Sellerio, 1988
- Rossana Bossaglia, A. Malvilla, Renato Brozzi,  ed. Umberto Allemandi & C., 1989
- Rossana Bossaglia, Fernando Rea, Vittorio Manini. Un bergamasco nella Roma della Secessione, Grafica e arte, 1989
- Francesco Ciusa, Ilisso, 1990
- Rossana Bossaglia, Placido Cherchi, Nivola,  Ilisso, 1990
- Sironi e il Novecento, Giunti Editore, 1991
- Parlando con Argan, Ilisso, 1992
- Sironi I tessuti e le arti applicate, Ilisso, 1992
- Scenografie: Sandro Angelini, Grafica e arte, 1992
- Rossana Bossaglia, Claudia Gian Ferrari, Il Novecento italiano, Charta, 1996
- L'arte nella cultura italiana del Novecento, Laterza, 1996
- Egidio Bonfante, Mondadori Electa, 1996
- Milano. Capolavori, Grafica e arte, 1996
- Luciano Bertocchi, Vasco Bianchi, Rossana Bossaglia, Due secoli di pittura barocca a Pontremoli,  Sagep, 1997
- L'art déco, Laterza, 1997
- Rossana Bossaglia, Carlo Rapp, Lo scoglio di Stendhal e altri approdi,  Alberti, 1998
- Il liberty in Italia, Charta, 1998
- Maria Baldan. Opere 1965-2000, ed. Bora, 2002
- La nave di Ulisse, Rosellina Archinto Editore, 2005
- Monteforte. Paesaggi della memoria, Editoriale Giorgio Mondadori, 2005

### Cataloghi
- Marco Cornini. Sculture, catalogo della mostra (Cremona), Galleria Il Triangolo, 1992
- Archeologia dell'anima, catalogo della mostra, ed. Mazzotta, 1992
- Gustavo Foppiani. Opere (1945-1986),  Galleria Braga, 1993
- Marinetti e il futurismo a Roma, Casagrande-Fidia-Sapiens, 1993
- Cerdonio, ed. Mazzotta, 1994
- Les grandes dames. Due secoli di donne celebri, catalogo della mostra, Milano, palazzo della Ragione, 6-31 ottobre 1995, Charta, 1995
- Contardo Barbieri. Un libero Novecento. Catalogo della mostra (Pavia, Castello, 1995), Charta, 1995
- Milano. Cento artisti per la città. catalogo della mostra, Milano, 1995, ed. Mazzotta, 1995

### Collaborazioni
- Liberty siciliano, in Storia della Sicilia, Palermo, vol. 10, 1981
- Rimembranze liberty: la scultura nel Monumentale di Milano, in FMR, Ed. Franco Maria Ricci, 1982
- Cinque artisti a Milano, Ed. Mazzotta, 2003
- Capolavori italiani nel mondo, Grafica e arte, 2001